# Долуханова Зара Олександрівна
Зара Олександрівна Долуханова (Заруї Агасьївна Макарян/Макар'ян, в шлюбі — Долуханян; 15 березня 1918, Москва — 4 грудня 2007, там же — радянська, російська та вірменська співачка (колоратурне мецо-сопрано). Народна артистка СРСР (1990). Лауреатка Ленінської (1966) і Сталінської премії другого ступеня (1951).

## Біографія
Народилася в Москві в сім'ї Агасія Марковича і Олени Гайківни Макар'ян.
У 1933—1938 роках навчалася скрипці в Третьому показовому державному музичному технікумі імені Гнесіних (нині Музичне училище імені Гнесіних) у В. М. Бєляєвої-Тарасевич. Технікум не закінчила.
З 1939 року — солістка Вірменського театру опери та балету імені О. А. Спендіарова в Єревані, де співала перші партії у всіх постановках.
Незабаром, залишивши оперну сцену, стала виступати як концертна співачка. З 1944 року — солістка Всесоюзного радіо і телебачення, з 1959 року — Московської філармонії.
Виконала партію Попелюшки в першій радянській постановці однойменної опери Дж. Россіні та оригінальну версію партії Розіни в його опері «Севільський цирульник». Виконувала партії Керубіно (Весілля Фігаро" Моцарта), Денізи («Весілля при ліхтарях» Ж. Оффенбаха), в опері «Італійка в Алжирі» Дж. Россіні та ін. В 1969 році виступила в партії Анджеліки в концертному виконанні опери Дж. Пуччіні «Сестра Анжеліка».
Багато гастролювала (Румунія, НДР, Італія, Франція, Англія, Греція, Аргентина, Чехословаччина, Угорщина, США, Польща, Югославія, Японія, Ізраїль, Нова Зеландія та ін). Співала в кращих концертних залах Європи, Північної і Південної Америки, Азії, Австралії та Нової Зеландії. В більшості найбільших музичних центрах світу концертувала регулярно і з великим успіхом.
У 1957 році закінчила Музично-педагогічний інститут ім. Гнесіних (нині Російська академія музики імені Гнесіних).
З 1972 року викладала в Музично-педагогічному інституті ім. Гнесіних (з 1983 — професор, у 1980—1985 — завідувачка кафедри сольного співу).
Активно брала участь у журі музичних конкурсів.
Член Союзу театральних діячів РФ (1977).
За період з 1990 по 1995 рік фірмами «Мелодія», «Monitor», «Austro Mechana» і «Russian Disc», випущені вісім компакт-дисків.
Крім виконавської діяльності, серйозно захоплювалася живописом.
Померла 4 грудня 2007 року в Москві. Похована на Вірменському кладовищі Москви.
Міжнародний конкурс вокалістів «Бурштиновий соловей» в Калінінграді з 2007 року носить ім'я Зари Долуханової.

### Родина
- Перший чоловік — Долуханян Олександр Павлович (1910—1968), вірменський радянський композитор, заслужений діяч мистецтв Вірменської РСР (1958).

Син — Михайло Долуханов.
- Другий чоловік — Ігор Якович Ядров (1927—1998), архітектор.

Син — Сергій Ядров.
Онуки: Олександр Долуханов, Ігор Ядров, Олена Долуханова.
Правнуки: Сергій, Пилип, Анастасія
- Сестра — Дагмара Олександрівна (1916—2016), дружина народного артиста СРСР Павла Герасимовича Лисиціана.

## Нагороди та звання
- 1-ша премія Міжнародного конкурсу співаків (Будапешт, 1949)
- Заслуженна артистка Вірменської РСР (1952)
- Народна артистка Вірменської РСР (1955)
- Народна артистка РРФСР (1956)
- Народна артистка СРСР (1990)
- Сталінська премія другого ступеня (1951) — за концертно-виконавську діяльність
- Ленінська премія (1966) — за концертно-виконавську діяльність (програми 1963—1965)
- Премія Роберта Шумана (1975, НДР)
- Орден «За заслуги перед Вітчизною» IV ступеня (2003)[8]
- Медаль «За освоєння цілинних земель» (1956)
- Знак «Шахтарська слава» II ступеня (1961)
- Медаль «В ознаменування 100-річчя з дня народження Володимира Ілліча Леніна» (1970)
- Медаль «Ветеран праці» (1984)
- Ювілейна медаль «50 років Перемоги у Великій Вітчизняній війні 1941—1945 рр.» (1995)
- Медаль «У пам'ять 850-річчя Москви» (1997)
- В 1956 році Поль Робсон вручив співачці Почесну грамоту, присуджену їй Світовою радою миру у зв'язку з десятиріччям Всесвітнього руху прихильників миру «За видатний внесок у справу зміцнення миру та дружби між народами»
- Грамота Президіуму Верховної Ради Казахської РСР (1964)
- Грамота Президіуму Верховної Ради Білоруської РСР (1965)
- Грамота Президіуму Верховної Ради Удмуртської АРСР (1979)
- Грамота Президіуму Верховної Ради Вірменської РСР (1984)
- Почесна грамота за розвиток вокального мистецтва і педагогічної діяльності (наказ № 245 по ДМПІ імені Гнесіних, 1988)
- Подяка за педагогічну діяльність професора кафедри сольного співу (наказ № 253 по ДМПІ імені Гнесіних, 1993)
- Почесна грамота уряду Москви за творчу і педагогічну діяльність (1998)
- Пам'ятний знак Міністерства культури РФ «Золотий Аполлон» і «Музичні приношення» (1998)
- Почесний знак Міністерства культури РФ «За досягнення в культурі» (1999)
- Премія Фонду «Російське виконавське мистецтво» (2002)
- Нагорода за професійну підготовку переможця студентського конкурсу вокалістів «Bella voce» (2003)
- Наказ № 125 про присвоєння імені «Зара» одній із Зірок нашої Галактики (2003)
- Грамота «За видатні досягнення в мистецтві» (2007)[9]

## Фільмографія
- 1965 — Кохана — співачка